# Peter Sköld
Peter Sköld, född 28 oktober 1961 i Norrköping, är en svensk historiker.

## Biografi
Peter Sköld är uppvuxen i Ängelholm i Skåne, och sökte sig hösten 1983 till Umeå universitet för att läsa första terminen av lärarutbildningen. Han blev dock kvar i norr, och kom i kontakt med det samiska när han nappade på uppsatsämnet "Samerna och alkoholen" (och senare insåg att den kopplingen baserades på myter).
Efter några års arbete som lärare sökte han sig tillbaka till universitetet, och disputerade på en avhandling om smittkoppornas och vaccinationens historia i Sverige – men hann under tiden även skriva en bok om samiska bosättningar i Gällivare kommun. I valet mellan medicinhistorisk forskning och det samiska vägde det senare över, och 2003 blev Peter Sköld föreståndare för Centrum för samisk forskning – Cesam/Vaartoe. Året därpå utsågs han till professor i historia.
Peter Sköld stannade vid Cesam till 2012, då han tog uppdraget som föreståndare för det då nyinrättade Arktiskt centrum vid Umeå universitet (Arcum). I den rollen valdes han 2014 till president för International Arctic Social Sciences Association, IASSA – som har observatörsstatus vid Nordiska rådet – vilket innebar att Arcum åren 2015–2017 var värd för dess sekretariat inför organisationens nionde konferens ICASS IX (2017). Åren 2014–2016 var han också en av sex svenska representanter i International Arctic Science Committee (IASC).
År 2017 valdes Peter Sköld till ordförande i styrelsen för det "Arktiska universitetet" UArctic, och 2020 omvaldes han för ytterligare en treårsperiod.
Han  var till december 2020 föreståndare för Arktiskt centrum vid Umeå universitet (Arcum).

## Utmärkelser (i urval)
- 2009 – Stiftelsen Uppsala universitets Umeåfond (för framstående forskning inom området Övre Norrlands kultur och historia)[4]
- 2014 – Lettlands honorärkonsul i Västerbotten[5]